# Adonis amurensis
Adonis amurensis är en ranunkelväxtart. Adonis amurensis ingår i släktet adonisar, och familjen ranunkelväxter.

## Underarter
Arten delas in i följande underarter:
- A. a. amurensis
- A. a. nanus

## Bildgalleri

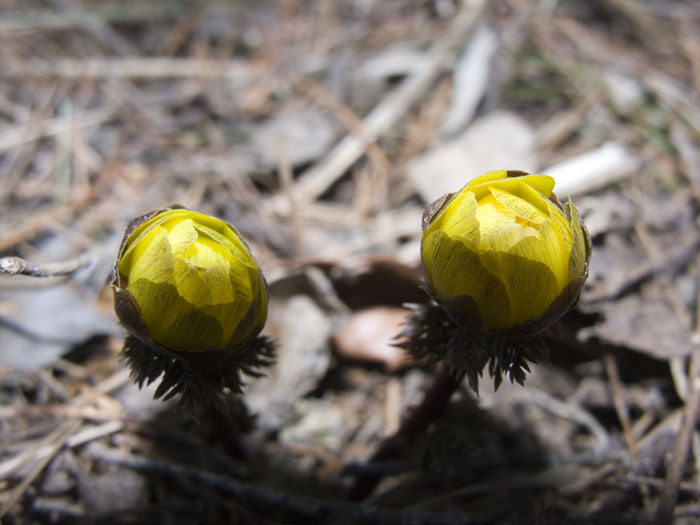
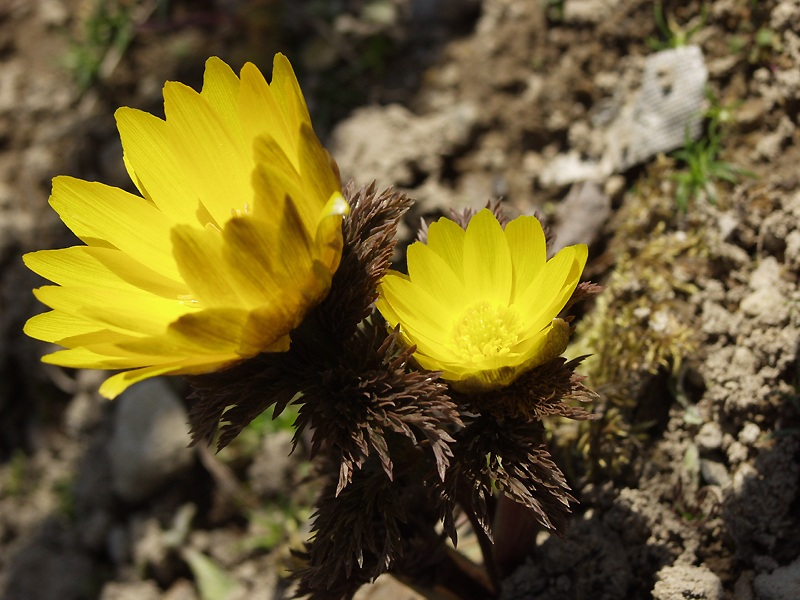
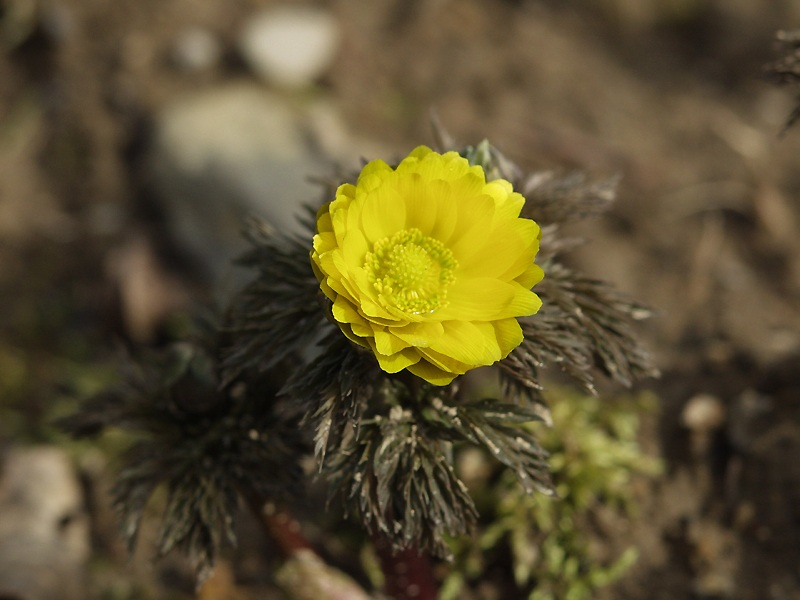
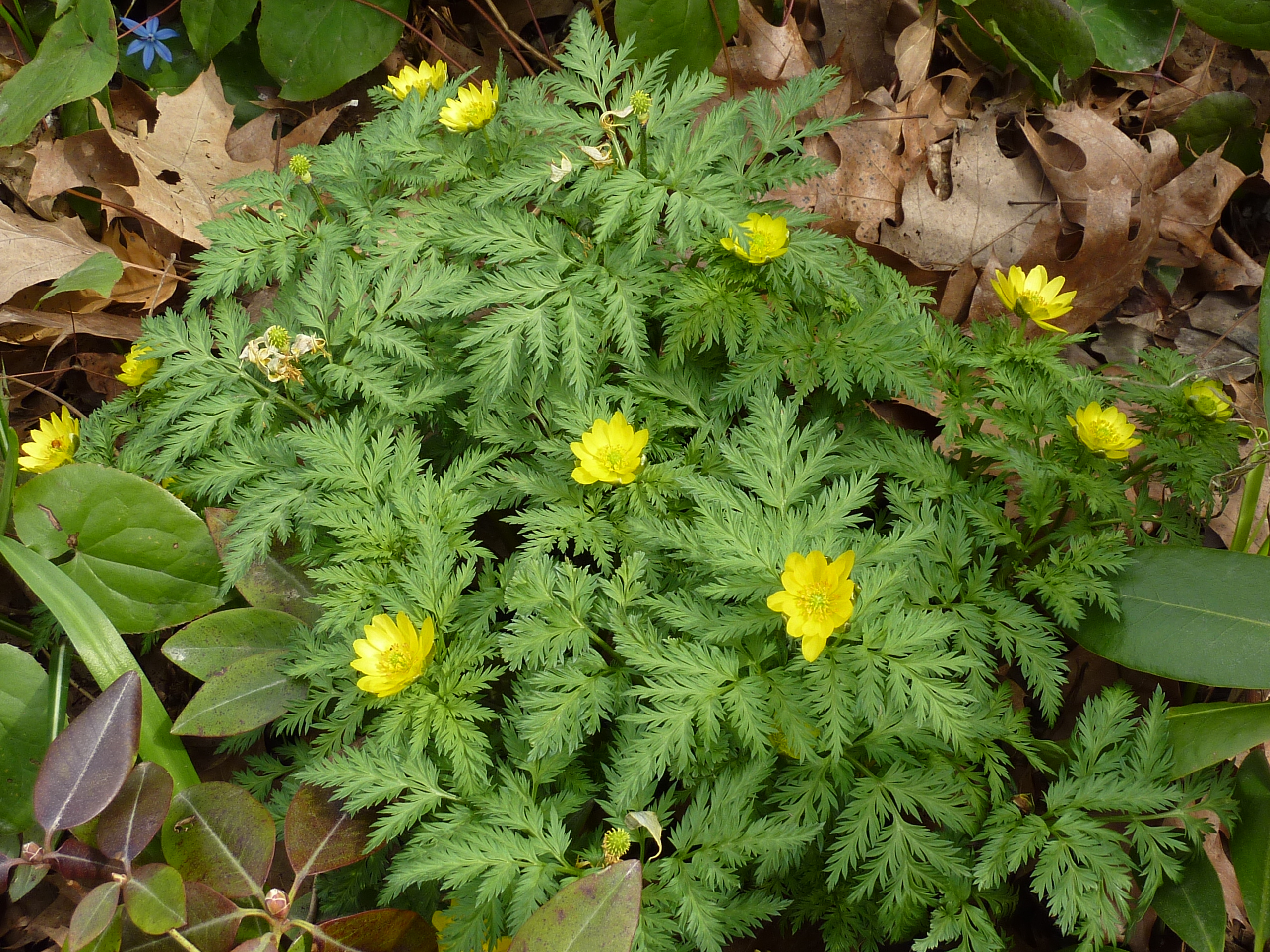
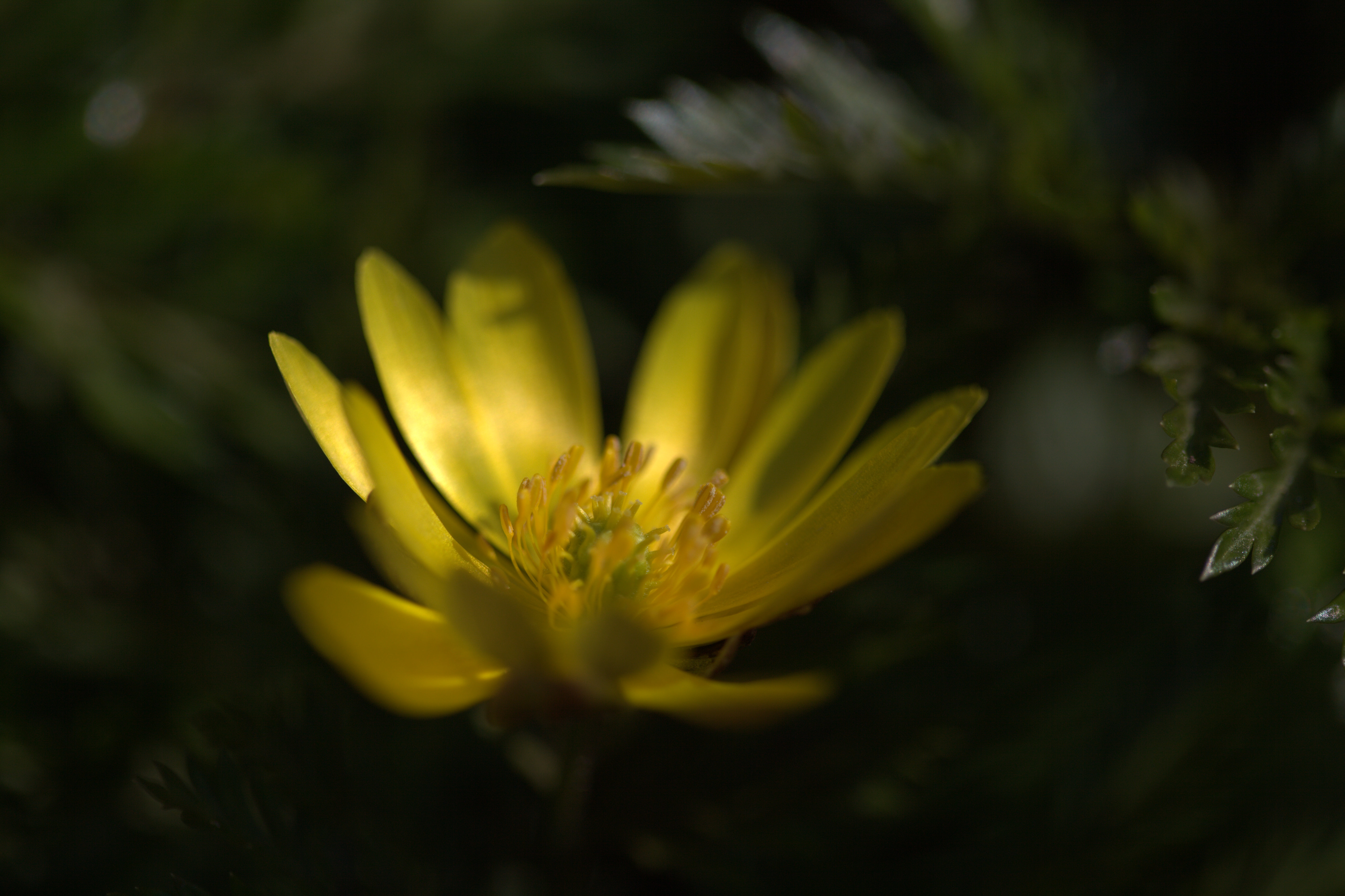